# Vídeo 2000

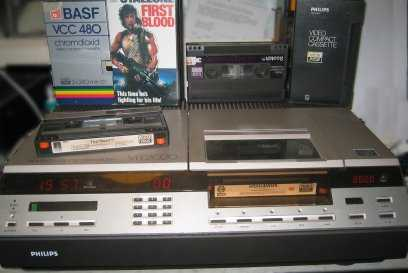
Reproductor Philips VR2020 del sistema Vídeo 2000

El Vídeo 2000 fou un sistema analògic d'enregistrament i reproducció d'àudio i vídeo, desenvolupat per Philips i Grundig, que va aparèixer el 1979 a Europa i l'Argentina. Tot i que era tècnicament superior als seus formats competidors VHS i Betamax, el 1988 es va deixar de fabricar perquè mai va assolir una quota de mercat significativa, sobretot perquè, quan va aparèixer, el VHS i el Betamax ja s'havien consolidat al mercat.
Les cintes del sistema 2000 tenien dues cares, com les de casset, amb una durada màxima de 4 hores per cara; això permetia disposar de fins a vuit hores per cinta que, amb els reproductors que disposaven de reproducció ampliada, es convertien en setze hores per cinta.